# Super League III
Die Super League III (aus Sponsoringgründen auch als JJB Sport Super League III bezeichnet) war im Jahr 1998 die dritte Saison der Super League in der Sportart Rugby League und die erste englische Rugby-League-Meisterschaft seit 1973, die durch Playoffs entschieden wurde, die keinen separaten Wettbewerb darstellten. Nachdem sie bereits den ersten Tabellenplatz nach Ende der regulären Saison belegten, schafften die Wigan Warriors es ins erste Super League Grand Final, in dem sie 10:4 gegen die Leeds Rhinos gewannen. Damit gewannen sie die Super League zum ersten Mal.

## Tabelle
Siehe Super League III/Ergebnisse für eine vollständige Liste aller Ergebnisse der regulären Saison.
|     | Team                | Spiele | Siege | Unent. | Ndlg. | Spiel- punkte | Diff. | Tabellen- punkte |
| --- | ------------------- | ------ | ----- | ------ | ----- | ------------- | ----- | ---------------- |
| 01. | Wigan Warriors      | 23     | 21    | 0      | 2     | 762:222       | + 540 | 42               |
| 02. | Leeds Rhinos        | 23     | 19    | 0      | 4     | 662:369       | + 293 | 38               |
| 03. | Halifax Blue Sox    | 23     | 18    | 0      | 5     | 658:390       | + 268 | 36               |
| 04. | St Helens           | 23     | 14    | 1      | 8     | 673:459       | + 214 | 29               |
| 05. | Bradford Bulls      | 23     | 12    | 0      | 11    | 498:490       | + 48  | 24               |
| 06. | Castleford Tigers   | 23     | 10    | 1      | 12    | 446:522       | - 76  | 21               |
| 07. | London Broncos      | 23     | 10    | 0      | 13    | 415:476       | − 61  | 20               |
| 08. | Sheffield Eagles    | 23     | 8     | 2      | 13    | 495:541       | − 46  | 18               |
| 09. | Hull Sharks         | 23     | 8     | 0      | 15    | 421:574       | - 153 | 16               |
| 10. | Warrington Wolves   | 23     | 7     | 1      | 15    | 411:645       | − 234 | 15               |
| 11. | Salford Reds        | 23     | 6     | 1      | 16    | 319:575       | − 256 | 13               |
| 12. | Huddersfield Giants | 23     | 2     | 0      | 21    | 288:825       | − 537 | 4                |

## Playoffs

### Qualifikations/Ausscheidungs-Playoffs
| 2. Oktober | St Helens | 46 : 24 | Bradford Bulls | Knowsley Road, St Helens Zuschauer: 8.393 Schiedsrichter: Stuart Cummings |
| 2. Oktober |           |         |                | Knowsley Road, St Helens Zuschauer: 8.393 Schiedsrichter: Stuart Cummings |

| 4. Oktober | Leeds Rhinos | 13 : 6 | Halifax Blue Sox | Headingley Carnegie Stadium, Leeds Zuschauer: 10.451 Schiedsrichter: Russell Smith |
| 4. Oktober |              |        |                  | Headingley Carnegie Stadium, Leeds Zuschauer: 10.451 Schiedsrichter: Russell Smith |

| 9. Oktober | Halifax Blue Sox | 30 : 37 | St Helens | The Shay, Halifax Zuschauer: 5.451 Schiedsrichter: Steve Presley |
| 9. Oktober |                  |         |           | The Shay, Halifax Zuschauer: 5.451 Schiedsrichter: Steve Presley |

| 11. Oktober | Wigan Warriors | 17 : 4 | Leeds Rhinos | Central Park, Wigan Zuschauer: 12.941 Schiedsrichter: Stuart Cummings |
| 11. Oktober |                |        |              | Central Park, Wigan Zuschauer: 12.941 Schiedsrichter: Stuart Cummings |

### Halbfinale
| 18. Oktober | Leeds Rhinos | 44 : 16 | St Helens | Headingley Carnegie Stadium, Leeds Zuschauer: 13.233 Schiedsrichter: Stuart Cummings |
| 18. Oktober |              |         |           | Headingley Carnegie Stadium, Leeds Zuschauer: 13.233 Schiedsrichter: Stuart Cummings |

### Grand Final
| 24. Oktober 1998 | Wigan Warriors                                                                          | 10 : 4        | Leeds Rhinos                   | Old Trafford, Trafford Zuschauer: 43.533 Schiedsrichter: Russell Smith |
| 24. Oktober 1998 | Versuche: Robinson 38. erh. Erhöhungen: Farrell (1/1) Straftritte: Farrell (2) 47., 79. | (6:4) Bericht | Versuche: Blackmore 21. n.erh. | Old Trafford, Trafford Zuschauer: 43.533 Schiedsrichter: Russell Smith |

| 1                  | Kris Radlinski   |
| 2                  | Jason Robinson   |
| 3                  | Danny Moore      |
| 4                  | Gary Connolly    |
| 5                  | Mark Bell        |
| 6                  | Henry Paul       |
| 7                  | Tony Smith       |
| 16                 | Terry O’Connor   |
| 9                  | Robbie McCormack |
| 10                 | Tony Mestrov     |
| 17                 | Stephen Holgate  |
| 20                 | Lee Gilmour      |
| 13                 | Andrew Farrell   |
| Auswechselspieler: |                  |
| 25                 | Paul Johnson     |
| 12                 | Simon Haughton   |
| 14                 | Mick Cassidy     |
| 8                  | Neil Cowie       |

| 1                  | Iestyn Harris     |
| 22                 | Leroy Rivett      |
| 3                  | Richie Blackmore  |
| 4                  | Brad Godden       |
| 5                  | Francis Cummins   |
| 13                 | Daryl Powell      |
| 7                  | Ryan Sheridan     |
| 8                  | Martin Masella    |
| 21                 | Terry Newton      |
| 25                 | Darren Fleary     |
| 11                 | Adrian Morley     |
| 17                 | Anthony Farrell   |
| 12                 | Marc Glanville    |
| Auswechselspieler: |                   |
| 24                 | Marcus St Hilaire |
| 14                 | Graham Holroyd    |
| 27                 | Andy Hay          |
| 20                 | Jamie Mathiou     |